# Ruta 6 (Uruguai)
A Ruta 6 (também designada como Joaquín Suárez) é uma rodovia do Uruguai que liga a cidade de Montevidéu à fronteira com o Brasil em Paso Hospital, localidade próxima a Vichadero, passando pelos departamentos de Montevidéu, Canelones, Florida, Durazno, Cerro Largo e Tacuarembó e Rivera. Foi nomeada pela lei 15214, de 16 de novembro de 1981, em homenagem a Joaquín Suárez de Rondelo, presidente do país e um dos líderes da independência do país. Assim como outras estradas importantes do país, sua quilometragem começa a contar a partir da Praça de Cagancha. Ao chegar na fronteira com o Brasil, se conecta com uma estrada que leva até Bagé.